# Notoxus denudatus
Notoxus denudatus är en skalbaggsart som beskrevs av Horn 1884. Notoxus denudatus ingår i släktet Notoxus och familjen kvickbaggar. Inga underarter finns listade i Catalogue of Life.